# 継続的デプロイ
継続的デプロイ（英語: Continuous deployment; CD）は自動化されたデプロイによって高い頻度で最新のソフトウェア機能を提供し続けるソフトウェア開発手法・運用手法である。すなわち、自動化により、開発された最新のソフトウェアをユーザーが常に利用可能にしておく手法である。開発されたソフトウェアを絶え間なく、継続的にデプロイし続けることから継続的デプロイと呼ばれる。
開発の終了と運用の開始を継ぎ目なく結ぶ方法であり、開発と運用の境界を無くすDevOpsの一種である。
継続的デプロイは継続的デリバリーに似ているが、異なるものである。継続的デリバリーも同じようにソフトウェアの機能を頻繁にデリバリーし、デプロイ可能にするが、実際のデプロイは行わない。

## Gitレポジトリ連携
継続的デプロイではしばしば、Gitレポジトリへのpushをトリガーとした自動デプロイが行われる。
例えばGitHubはWebhookあるいはGitHub Actionsによってpushに対応したアクションを実行できる。各クラウドプラットフォームはAPIによるデプロイに対応しているため、アクション内で対象へデプロイをおこなうことでpushに対応した自動デプロイが可能になる。